# Еротей Николов
Еротей Николов Ангелов е български революционер, пиянечки войвода на Вътрешната македоно-одринска революционна организация.

## Биография
Роден е в 1884 година в Царево село, тогава в Османската империя, днес Делчево, Северна Македония. Завършва педагогическото училище в Кюстендил и през 1906 година става учител в родното си Царево село. Влиза във ВМОРО и преследван от турските власти и бяга обратно в Княжеството България, където се записва в университета.
При избухването на Балканската война в 1912 година е войвода на партизанска чета № 53 на Македоно-одринското опълчение.
| Чета № 53 на МОО с командир Еротей Николов | Чета № 53 на МОО с командир Еротей Николов | Чета № 53 на МОО с командир Еротей Николов | Чета № 53 на МОО с командир Еротей Николов | Чета № 53 на МОО с командир Еротей Николов | Чета № 53 на МОО с командир Еротей Николов |
| Номер                                      | Име                                        | Години                                     | Околия                                     | Селище                                     | Бележка                                    |
| ------------------------------------------ | ------------------------------------------ | ------------------------------------------ | ------------------------------------------ | ------------------------------------------ | ------------------------------------------ |
|                                            | Антон (Андон) Атанасов                     | 32                                         | Малешевско                                 | Пехчево                                    |                                            |
|                                            | Георги Ефремов Стоилков                    | 32                                         | Кочанско                                   | Зърновци                                   |                                            |
|                                            | Мите Хаджимишев                            | 39                                         | Щипско                                     | Щип                                        |                                            |
|                                            | Никола Апостолов                           | 42                                         | Кратовско                                  | Дулица                                     |                                            |
|                                            | Тодор Иванчов                              | 34                                         | Кочанско                                   | Зърновци                                   |                                            |

По-късно заедно с Славчо Абазов и Дончо Ангелов оглавява Кратовско-Пиянечката чета и служи в нестроевата рота на 14 воденска дружина и в Сборната партизанска рота.